# Товсте (гміна)
Гміна Товсте  (пол. Gmina Touste)— колишня сільська гміна у Скалатському повіті Тернопільського воєводства Другої Речі Посполитої. Адміністративним центром гміни було село Товсте (колись було містечком).
Гміна утворена 1 серпня 1934 року на підставі нового закону про самоуправління (23 березня 1933 року).
Площа гміни — 85,70 км²

Кількість житлових будинків — 1317

Кількість мешканців — 6126
Гміну створено на основі попередніх гмін: Товсте, Малі Бірки, Раштівці, Дубківці (в радянський час це село було приєднано до села Раштівці), Кут (Товстецький), Новосілка Гримайлівська (з радянських часів просто Новосілка), Пшекалець.